# Husův sbor v Kolíně
Husův sbor v Kolíně je chrám v Kolíně.

## Historie sboru a stavby kostela
Církev československá v Kolíně se po svém ustavení nejprve snažila získat některý z pěti kolínských katolických kostelů. Za nejvhodnější považovali kostel sv. Jana Křtitele na Kutnohorském náměstí, který byl prázdný a nevyužívaný. Městská rada jim ho skutečně v září 1921 propůjčila a novou církví byl navštěvován a využíván nejen k liturgickým účelům. Nesplňoval však hygienické požadavky.
V únoru 1922 rada starších ustavila stavební fond a zahájila shromažďování financí na stavbu vlastního kostela. V roce 1924 byla navíc církev vyzvána k vrácení kostela, v té době už byly vypracovány návrhy architektů Oty Veletovského a ing. Holého. Pozemek pro stavbu církvi darovala obec zdarma. Patriarcha a spoluzakladatel Církve československé Karel Farský o darovaném pozemku napsal " Toto místo jest pro váš sbor zrovna jako stvořeno".
Vypracováním projektu byl v roce 1928 pověřen autor Husova sboru v Pardubicích arch. František Potůček. Městská rada jeho dva návrhy zavrhla s odůvodněním, že jsou technicky a architektonicky nevhodné a rada starších musila dát vypracovat nový projekt podle požadavků kolínského stavebního úřadu. Budova měla stát na prostorném náměstí s parkem, na doporučení městské rady byl zpracováním návrhu pověřen žák Josefa Gočára architekt Vladimír Wallenfels, který již předtím projektoval mj. pro tuto církev kostel v nedalekých Zásmukách. Jeho návrh byl přijat.
Konkurz na stavitele byl vypsán 17. května, přihlásily se dvě kolínské firmy: Hátle & Bertka (564 530 Kč) a Záruba & Jandák (491 741 Kč). Byla vybrána Firma Záruba & Jandák, protože její nabídka byla levnější, navíc bylo dohodnuto omítnutí budovy břízolitem (nikoliv obložena umělým kamenem) a vybudování kanalizační přípojky zdarma.
Základní kámen byl slavnostně položen 28. června 1931 za účasti východočeského biskupa Stanislava Korduleho. Stavba byla zahájena 28. srpna 1931; do zimy byla budova zastřešena (projektovaná ocelová konstrukce byla nahrazena stropem železobetonovým). Slavnostně byl kostel otevřen 12. června 1932.

## Architektura budovy
Budova sboru stojí ve východní části pravidelného obdélníkového Husova náměstí, dříve Vinařického náměstí. Na Husovo bylo přejmenováno po umístění sochy Jana Husa od Františka Bílka vysoké 12 metrů.
Západní průčelí představující holubici se složenými křídly je doplněno 27 metrů vysokou hranolovou věží s husitským kalichem. V přízemí věže je hlavní vstup do kostela doplněný rovnou markýzou. Pravoúhlá silueta průčelí se svažuje a má připomínat složená křídla holubice. Po obou stranách jsou rozměrné okenní tabule s pravidelným rastrem. Okna s polopropustnými skly hlavní lodě Východní průčelí je ukončeno terasou s rovným překladem.
Hlavní hala pro sborová shromáždění má rozměry 17 x 12 metrů s nerovnoměrným stropem zvyšujícím se od kněžiště ke kůru. Polopropustná skla navozují dojem nekonečného prostoru a propouštějí dovnitř dostatek světla, které vytváří světelné efekty. Zvyšující strop má vliv na akustiku. Na východní straně kněžiště jsou vitrážová okna s vyobrazením Krista, Mistra Jana Husa a Jana Amose Komenského. Z kůru, který pojme až sto osob, se vstupuje do věže, na jejíchž schodech jsou rovněž místa pro uložení uren. Za vstupními dveřmi do sboru je předsíň s kolumbátoriem.

## Vybavení kostela
Část vybavení je z období stavby kostela.
Dvoumanuálové varhany zhotovené kutnohorským družstvem Organa v roce 1954 nahradily varhany původní, které byly převezeny do kostela v Týnci nad Labem. Křišťálové lustry jsou z roku 1992, v presbytáři je křtitelnice a svícen z bílého mramoru, oboje vyrobeno v roce 1999. Tři zvony ve věži byly ulity v 50. letech 20. století.

## Budova sboru a fary

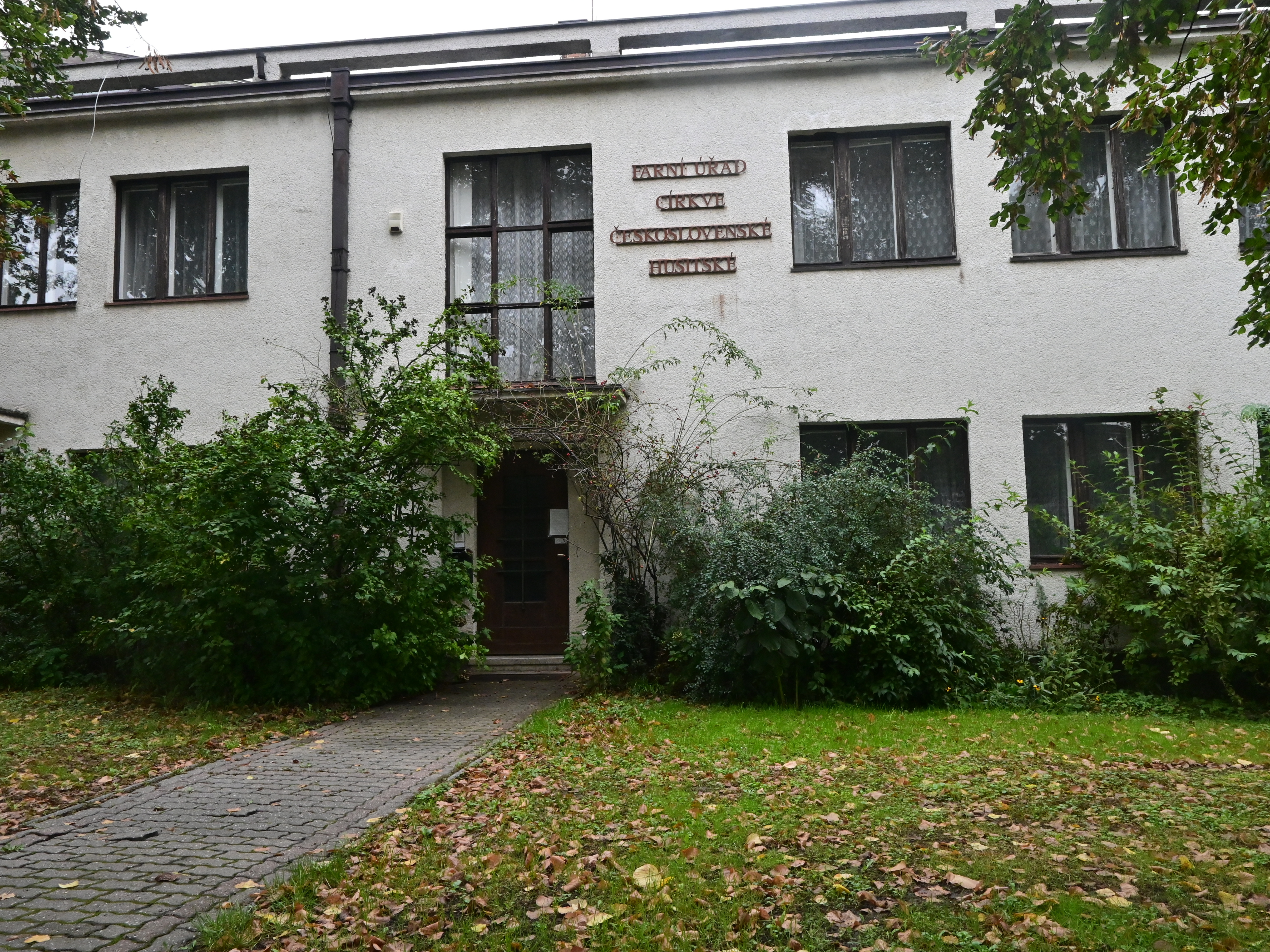
Budova fary

Na jihovýchodním průčelí je k lodi kostela připojena přízemní čtverhranná budova, v níž je umístěna fara, sborové místnosti a byty. Jednopatrová budova má samostatný vchod. V přízemí je velký přednáškový sál s pódiem, který původně sloužil i jako divadelní a koncertní sál. Na zadní stěně sálu je balkon s šedesáti sedadly. Místnost je osvětlena pěti velkými okny. V přízemí budovy je také umístěna knihovna a místností pro sbor starších.
V prvním patře obytné budovy je kancelář se speciální místností pro archiv a dva byty s příslušenstvím pro faráře a druhý menší pro pomocného duchovního.

## Architektonická hodnota budovy
Budova společně s pomníkem Jana Husa je dominantou Husova náměstí a patří mezi architektonicky hodnotné meziválečné objekty v Kolíně. Budova kostela není památkově chráněna, ani nebylo o její památkovou ochranu požádáno.